# Les Salles-sur-Verdon
Les Salles-sur-Verdon település Franciaországban, Var megyében. Lakosainak száma 235 fő (2022. január 1.). Les Salles-sur-Verdon Moustiers-Sainte-Marie, Sainte-Croix-du-Verdon, Aiguines és Bauduen községekkel határos.

## Népesség
A település népességének változása:
| Lakosok száma | 252  | 259  | 245  | 236  | 226  | 229  | 232  | 235  |
|               | 2013 | 2015 | 2017 | 2018 | 2019 | 2020 | 2021 | 2022 |